# Sant’Angelo d’Alife
Sant'Angelo d’Alife község (comune) Olaszország Campania régiójában, Caserta megyében.

## Fekvése
A megye északkeleti részén fekszik, Nápolytól 60  km-re északra, Caserta városától 35 km-re északi irányban. Határai: Alife, Baia e Latina, Piedimonte Matese, Pietravairano, Raviscanina, San Gregorio Matese és Valle Agricola.

## Története
A település első írásos említése a 12. századból származik, de a régészeti leletek tanúsága szerint területe már az ókorban lakott volt. A következő századokban nemesi birtok volt. A 19. században nyerte el önállóságát, amikor a Nápolyi Királyságban felszámolták a feudalizmust.

## Népessége
A népesség számának alakulása:

## Főbb látnivalói
- Sant’Antonio Abate-templom
- San Bartolomeo-templom
- Madonna dell’Annunziata-templom
- Calvario-kápolna